# Lourdes Iriondo Mujika
Lourdes Iriondo Mujika (San Sebastián, País Vasco, 27 de marzo de 1937 - Urnieta, 27 de diciembre de 2005) fue una cantante y escritora española en euskera, esposa del también cantante Xabier Lete.

## Discografía
- "Maria Lourdes Iriondo". 1967, Belter diskoetxea.
- "Maria Lourdes Iriondo". 1967, Belter diskoetxea.
- "Lourdes Iriondo". 1968, Belter diskoetxea.
- "Kanta zaharrak". 1968, Belter diskoetxea.
- "Aur kantak". 1969, Herri Gogoa-Edigsa.
- "Lourdes Iriondo - Xabier Lete". 1969, Herri Gogoa (San Sebastián).
- "Lourdes Iriondo". 1969, Herri gogoa-Edigsa.
- "Lurdes Iriondo". 1974, Arte y Ciencia (San Sebastián).
- "Lurdes Iriondo - Xabier Lete". 1976, Edigsa.
- "Lurdes Iriondo. Antología". 2006, Elkar.

### Literatura para jóvenes
- 1973 "Martin arotza eta Jaun deabrua. Sendagile maltzurra". Gero.
- 1975 "Asto baten malura". Gero.
- 1975 "Buruntza azpian". Gero.

### Narrativa
- 1973 "Hego-haizearen ipuinak". Gero.
- 1983 "Lotara joateko ipuinak". Erein